# 長苗代 (八戸市)
長苗代（ながなわしろ）とは、青森県八戸市の町名、地名の一つ。長苗代一丁目から四丁目と29の小字がある。

## 概要
長苗代は、八戸市の中央部より西寄りに位置している。地区内は非常に広いため、住居表示されている地区とその他の小字に分けて説明する。
長苗代一丁目から四丁目
北に下長・石堂、南・東に馬淵川、西に長苗代字内舟渡（ないみなと）、字内前田、字島ノ前、字島ノ後、字太古殿が位置する。この地域は住宅地が広がっている。鉄道はJR八戸線長苗代駅が最寄り駅である。幹線道路は、国道45号線、国道104号線が通じている。
小字
字内前田、字鰻苗代、字大谷地、字上碇田、字上亀子谷地、字上中坪、字観音堂、字蟇河原、字狐田、字窪田、字コブノ木、字紺屋町、字島ノ後、字島ノ前、字下碇田、字下亀子谷地、字下中坪、字制札前、字太古殿、字天狗柳、字内舟渡、字中坪、字二分谷地、字化石、字二日市、字前田、字幕ノ内、字元木、字谷地がある。東西に4キロメートル (km)、南北に2 kmに29の小字が存在している。周辺はほとんどが農地で主に田であり、既存集落が点在している。幹線道路沿いには商業施設やパチンコなどの娯楽施設が立地している。鉄道の駅はJR八戸線長苗代駅が字島ノ前に位置している。幹線道路は、国道45号線、国道104号、青森県道19号八戸百石線が通じている。

## 上長苗代村と下長苗代村
- 1950年代まで八戸市から馬淵川を挟んだ西側にあったこの地域は三戸郡上長苗代村、下長苗代村があった。

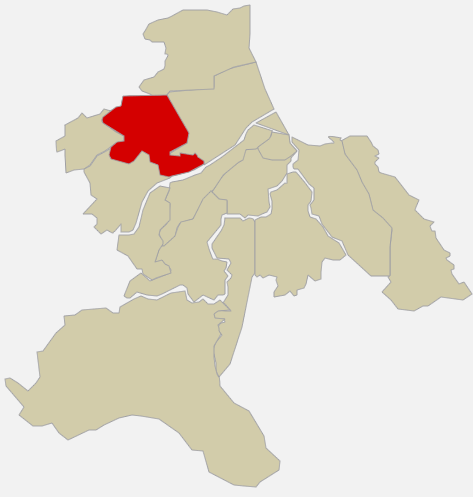
1955年までの上長苗代村の行政区

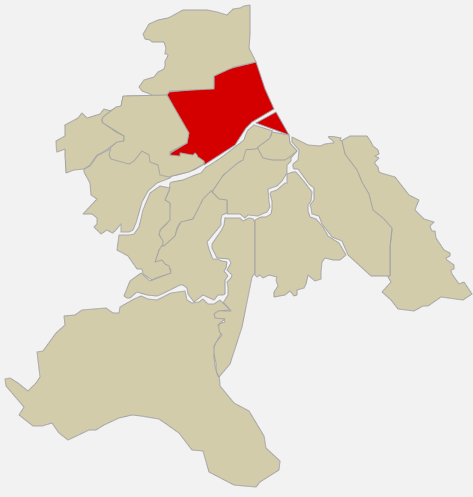
1942年までの下長苗代村の行政区

## 世帯数と人口
2017年（平成29年）4月30日現在の世帯数と人口は以下の通りである。

### 丁目
| 丁目         | 世帯数    | 人口    |
| ------------ | --------- | ------- |
| 長苗代一丁目 | 350世帯   | 768人   |
| 長苗代二丁目 | 484世帯   | 1,126人 |
| 長苗代三丁目 | 405世帯   | 920人   |
| 長苗代四丁目 | 133世帯   | 299人   |
| 計           | 1,372世帯 | 3,113人 |

### 小字
| 小字       | 世帯数    | 人口    |
| ---------- | --------- | ------- |
| 内前田     | 92世帯    | 183人   |
| 大谷地     | 21世帯    | 53人    |
| 上碇田     | 142世帯   | 295人   |
| 上亀子谷地 | 4世帯     | 13人    |
| 上中坪     | 1世帯     | 2人     |
| 観音堂     | 1世帯     | 6人     |
| 蟇河原     | 35世帯    | 59人    |
| 窪田       | 182世帯   | 447人   |
| 紺屋町     | 108世帯   | 233人   |
| 島ノ後     | 22世帯    | 49人    |
| 島ノ前     | 45世帯    | 112人   |
| 下碇田     | 20世帯    | 44人    |
| 下亀子谷地 | 11世帯    | 16人    |
| 下中坪     | 2世帯     | 6人     |
| 制札前     | 40世帯    | 72人    |
| 太古殿     | 6世帯     | 15人    |
| 天狗柳     | 101世帯   | 255人   |
| 内舟渡     | 139世帯   | 317人   |
| 中坪       | 2世帯     | 4人     |
| 化石       | 32世帯    | 78人    |
| 二日市     | 53世帯    | 116人   |
| 前田       | 74世帯    | 139人   |
| 幕ノ内     | 41世帯    | 81人    |
| 元木       | 91世帯    | 154人   |
| 谷地       | 17世帯    | 51人    |
| 鰻苗代     | 8世帯     | 18人    |
| 計         | 1,290世帯 | 2,818人 |

## 歴史

### 沿革
- 1986年（昭和61年）2月17日 - 下長地区の住居表示に伴い、長苗代・河原木・石堂の各大字の一部が長苗代一丁目から四丁目に変更される[4][5]。

### 町名の変遷
| 実施後       | 実施年月日    | 実施前（特記無き字はその一部）                                                             |
| ------------ | ------------- | ------------------------------------------------------------------------------------------ |
| 長苗代一丁目 | 1986年2月17日 | 大字長苗代字内舟渡、字内前田、字悪虫、字下明戸                                             |
| 長苗代二丁目 | 1986年2月17日 | 大字長苗代字悪虫、字島ノ後、字上明戸、大字河原木字悪虫後の全部、字高橋前、字合川、字太郎沼 |
| 長苗代三丁目 | 1986年2月17日 | 大字長苗代字上明戸、字下明戸、大字石堂字中河原、大字河原木字太郎沼                         |
| 長苗代四丁目 | 1986年2月17日 | 大字石堂字中河原、字大橋河原、大字長苗代字下明戸、字悪虫                                   |

## 商業施設
- サンデー八戸石堂店
- サンデー八戸長苗代店
- 青い森信用金庫下長支店
- ケンタッキーフライドチキン石堂店
- モスバーガー八戸石堂店
- ヤクルト八戸スイミングスクール
- スーパードラッグアサヒ八戸店
- 三八五オートスクール
- サンワドー八食店
- 青森テレビ八戸支社
- ホーマックスーパーデポ長苗代店

## 教育
- 八戸市立下長小学校
- 八戸市立下長中学校

## 公的施設
- 八戸西郵便局
- 東北農政局青森農政事務所八戸統計情報センター